# Governació de Helwan
La governació de Helwan (àrab: محافظة حلوان, muẖāfaẓat Ḥulwān) és una de les governacions o muhàfadhes d'Egipte. Es troba al nord del país i cobreix un tram de la vall del Nil. L'abril del 2008, la governació del Caire es va dividir en dos, formant una nova governació del Caire i la nova governació de Helwan, formada per la major part dels suburbis del Caire i les viles rurals del sud i amb capital a la ciutat de Helwan.